# Абрамович, Казимеж
Казимеж Томаш Абрамович, пол. Kazimierz Tomasz Abramowicz (4 марта 1888, Бжезины, Царство Польское — 10 сентября 1936, Познань, Польская Республика) — польский математик, доцент Познанского университета.
Сын Томаша Абрамовича, школьного учителя в Лютославице, и Марии Абрамович, урождённой Тарасевич. В 1898—1905 годах посещал Государственную гимназию в Петрокове, но из-за школьной забастовки прервал учёбу и перешёл в Государственную гимназию в Бобруйске, которую окончил в 1907 году, получив аттестат зрелости. В 1907—1911 годах изучал математику в Императорском университете Святого Владимира в Киеве. В 1911 году получил диплом 1-й степени и золотую медаль за диссертацию о свойствах гипергеометрических функций.
В 1914 году стал доцентом кафедры математики Киевского университета на основании работы «О гипергеометрических функциях с, казалось бы, одной единственной точкой». Работал преподавателем математики в Пермском университете. В июне 1920 года перебрался в Варшаву, а 18 февраля 1921 года переехал в Познань в качестве заместителя профессора Здзислава Криговского, который возглавлял одну из двух кафедр математики в секции математических и естественных наук философского факультета Варшавского университета (с 1925 года — факультет математики и естественных наук). В Варшавском университете преподавал алгебру, геометрию, дифференциальное и интегральное исчисление, читал лекции и проводил семинары. Получил степень доктора философии весной 1922 года. В 1929 году получил степень доктора математики, а в 1935 году был назначен адъюнкт-профессором.
Основное направление научных исследований — теория аналитических функций; большая часть работ была посвящена изучению групповых свойств автоморфных функций. Также получил новые результаты в области гипергеометрических функций и тета-функций Якоби. Всего опубликовал около тридцати научных работ. Был членом Польского математического общества с 1923 года и Познанского общества друзей науки с 1922 года.
Умер в Познани после операции по удалению аппендицита, в результате врачебной ошибки, допущенной при переливании крови. Похоронен 13 сентября в церкви святого Мартина на улице Буковской. В период с 18 апреля по 24 июля 1942 года тела, захороненные на кладбище святого Мартина, были эксгумированы и перезахоронены на кладбище в Дембце по улице Самотной (регистрационный номер 2134, поле 13, ряд 2, могила 20); однако в настоящее время кладбище в Дембце запущено, могила Абрамовича разорена.